# Halsbandpekari

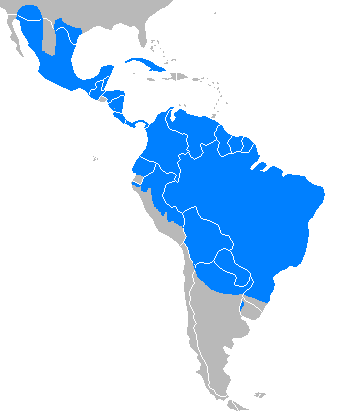
Verbreitungsgebiet

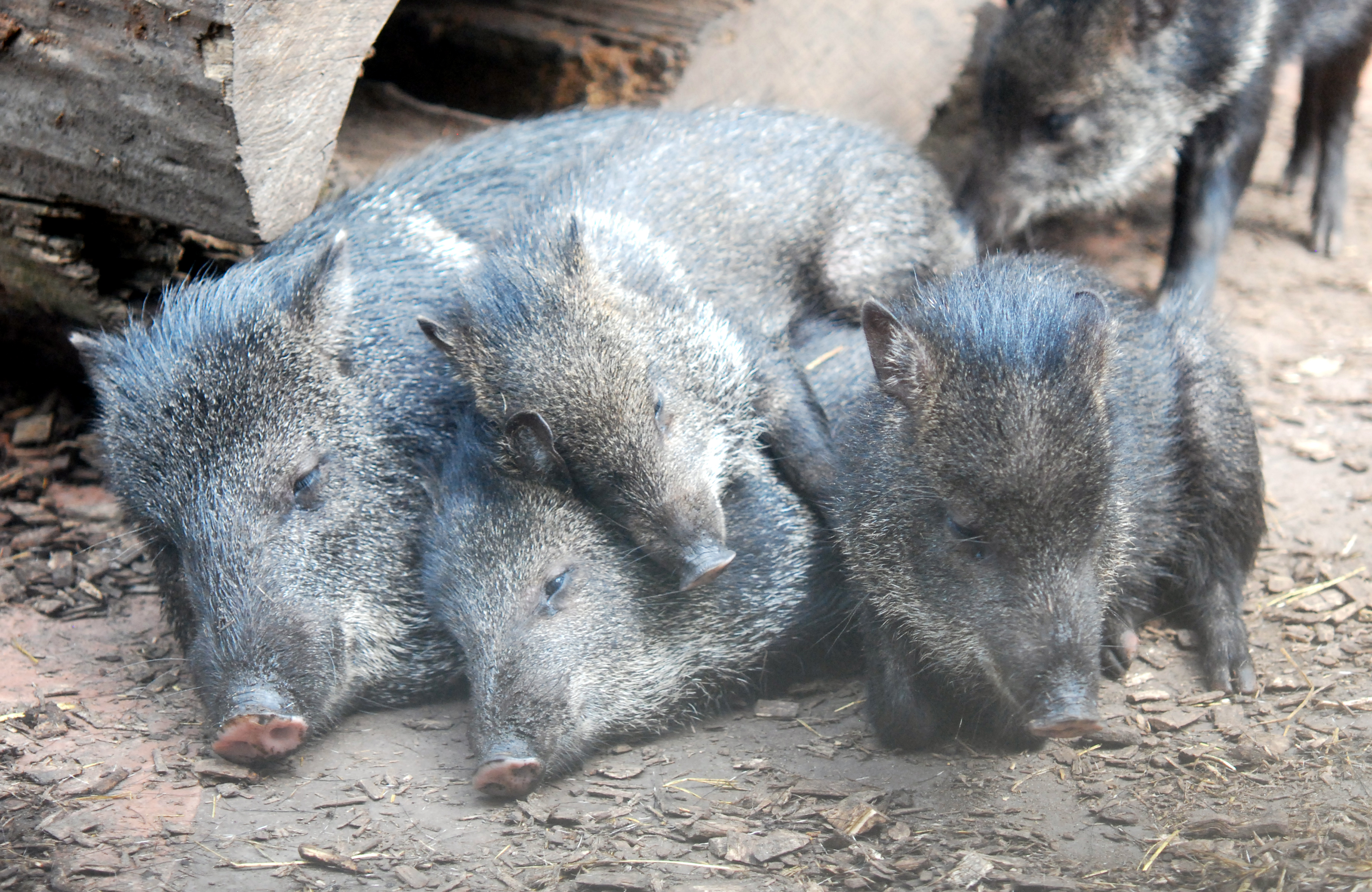
Mutter mit Nachwuchs

Das Halsbandpekari (Pecari tajacu) ist ein auf dem amerikanischen Doppelkontinent lebendes Nabelschwein.
Das Art-Epitheton tajacu im wissenschaftlichen Namen ist eine der Bezeichnungen für das Tier in der Sprache des Tupivolkes. Sie bezieht sich auf die Nahrung des Halsbandpekari, die überwiegend aus mehligen Knollen und Wurzeln besteht.

## Merkmale
Das 14 – 30 kg schwere Halsbandpekari hat eine Körperlänge von 75 bis 100 cm, eine Standhöhe von 40 bis 60 cm sowie eine Schwanzlänge von 1 bis 5 cm. Männchen und Weibchen sind etwa gleich groß.
Das Fell der Alttiere ist dunkelgrau mit einem weißen, häufig unauffälligen Kragen, das der Jungtiere ist rötlich mit einem schmalen schwarzen Streifen auf dem Rücken.

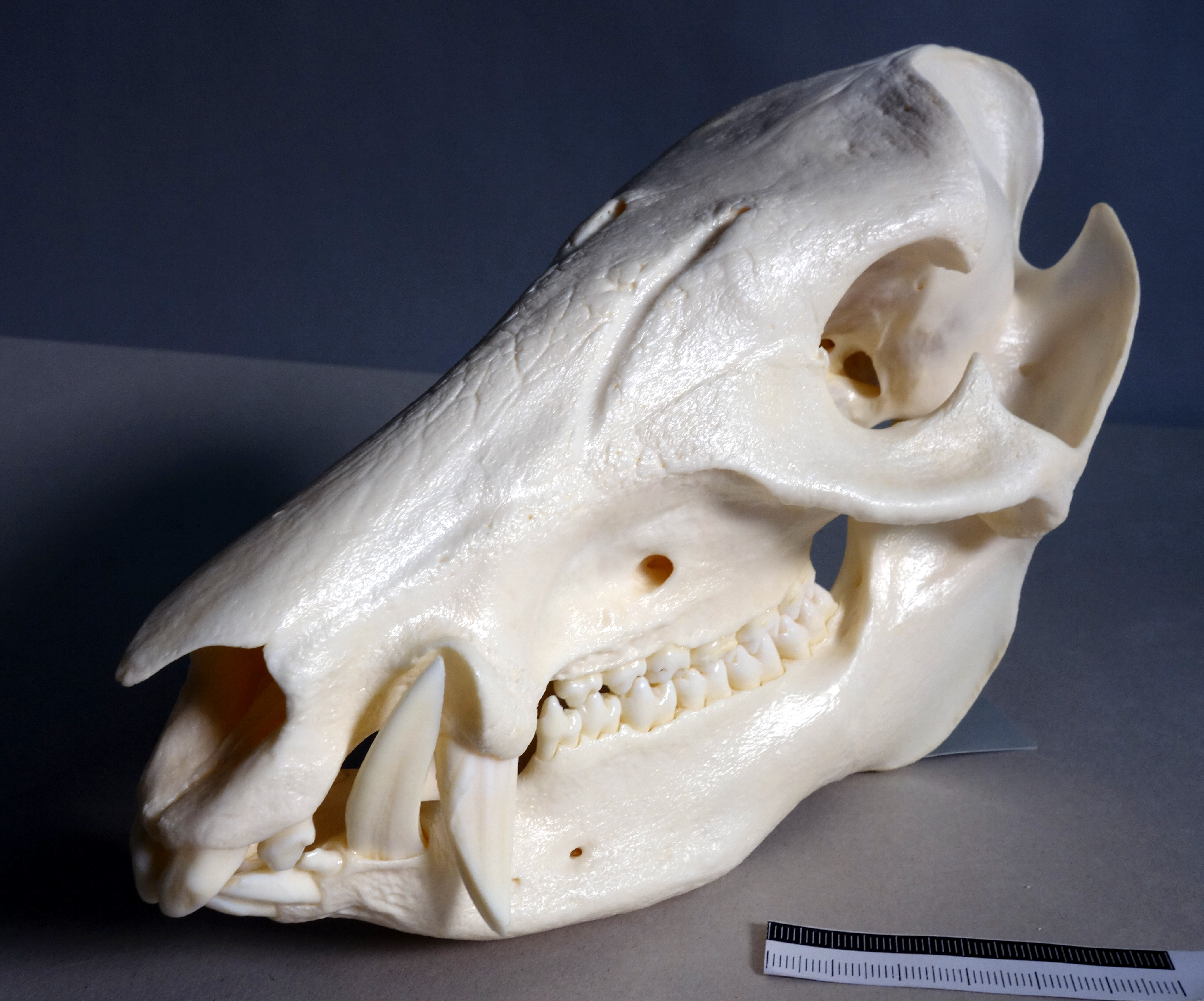
Schädel des Halsbandpekari (Sammlung Museum Wiesbaden)

Die Anatomie des Kiefers erlaubt dem Tier, das Maul in einem Winkel von 90 Grad zu öffnen. Die Eckzähne sind dann schlagkräftig in Stellung gebracht.

## Vorkommen
Das Verbreitungsgebiet erstreckt sich von der südwestlichen USA (Arizona, New Mexico, Texas) über Mittel- und Zentralamerika, bis zum Río de la Plata in Argentinien. Es lebt auch auf Trinidad. Das sehr anpassungsfähige Halsbandpekari kommt in verschiedenen Lebensräumen, wie Urwäldern, Savannen, Grassteppen und Halbwüsten vor, es dringt sogar bis in die Berge der Andenausläufer vor. Offenbar bevorzugt es steile Flusstäler und Dickichte. 
Das Halsbandpekari ist in weiten Teilen des Verbreitungsgebietes noch ziemlich häufig, da es sich als sehr anpassungsfähig erweist.

## Gefährdungssituation
Von der IUCN wird die Art aufgrund der großen Verbreitung und der Bandbreite der Habitate nicht als gefährdet eingestuft. Allerdings hält die IUCN es für notwendig, den Status aller Populationen zu überwachen, da der andauernde Habitatsverlust und die möglicherweise zu intensive Jagd eine andere Einstufung erforderlich machen könnten.

## Nahrung
Das Halsbandpekari ernährt sich von Beeren, Trieben, Knollen, aber auch Maden, Würmern und kleinen Wirbeltieren, wie Schlangen und Echsen. Sogar giftige Schlangen werden überwältigt, zerfetzt und gefressen.

## Lebensweise
Halsbandpekaris leben in Gruppen von 2 bis 50, meist aber von 5 bis 15 Tieren, gemischt in Alter und Geschlecht, zusammen, um gemeinsam Feinde zu vertreiben. Diese Rotten bewegen sich auf der Nahrungssuche in Heimatgebieten von 0,5 bis 8 Quadratkilometern Größe. Innerhalb dieses Territoriums markieren sie alle möglichen auffälligen Steine, Äste und Bäume mit dem Duftsekret aus ihrer Rückendrüse. Wie die meisten Huftiere sind Halsbandpekaris vorwiegend tagaktiv, wobei die Hauptbetätigungszeit in den Abend- und Morgenstunden liegt.
Die Tiere putzen sich gegenseitig, indem sie ihre Gesichter aneinander reiben.
Die Hauptfeinde stellen die großen, amerikanischen Raubkatzen, der Puma und der Jaguar, dar. Im Norden des Verbreitungsgebietes waren einst auch Wölfe eine Bedrohung, im Süden fallen sie dagegen Kaimanen zum Opfer. Ferkeln können auch je nach Gebiet Luchse, Ozelots, Kojoten, Riesenschlangen und Greifvögel gefährlich werden.

## Fortpflanzung
Das Weibchen paart sich mit mehreren Männchen.
Eine feste Fortpflanzungszeit existiert nicht, und so werden die Jungen zu jeder Jahreszeit geboren. Nach einer Tragzeit von etwa 140 Tagen kommen zumeist zwei Ferkel zur Welt, die schon kurz nach der Geburt laufen können. Zur Geburt sondert sich das Weibchen von der Herde ab und bringt dann die relativ weit entwickelten Jungen mit zur Herde.
Halsbandpekaris sind nach einem Jahr geschlechtsreif und erreichen ein Alter von bis zu 25 Jahren.